# 평양맨발
"평양맨발"은 1980년에 개봉한 대한민국의 영화이다.

## 캐스팅
- 이주일
- 마영달
- 곽은경
- 방희정
- 장혁
- 심상현
- 박동룡
- 남포동
- 길달호
- 최석
- 이외석
- 차이선
- 이정애
- 송후남
- 허백
- 이민
- 신영일
- 신창현
- 조용수
- 박용팔
- 김기범
- 박종설
- 박부양
- 주은섭
- 박양근
- 최준
- 강철
- 마빈
- 오도규
- 김유행
- 김하림 (특별출연)